# Iron Maiden Tour
Tournées par Iron Maiden
Killer World Tour
(1981)
Iron Maiden Tour est une tournée du groupe Iron Maiden promouvant l'album du même nom. La tournée débute le 1er avril 1980 à Londres au Rainbow Theatre et prend fin le 21 décembre 1980 dans la même ville et la même salle. Du 24 août au 16 octobre, Iron Maiden a joué en première partie pour le groupe Kiss, pour leur tournée Unmasked Tour.
Le guitariste Dennis Stratton joue pour la dernière fois avec le groupe le 13 octobre 1980 et marque donc l'arrivée d'un nouveau guitariste pour le remplacer. Adrian Smith joue avec Iron Maiden la première fois le 21 novembre 1980.

## Titres interprétés
- Intro: The Ides of March (Harris)
- Sanctuary (Harris, Di'Anno, Murray)
- Prowler (Harris)
- Wrathchild (Harris)
- Remember Tomorrow (Harris, Di'Anno)
- Charlotte the Harlot (Murray)
- Killers (Di'Anno)
- Another Life (Harris)
- Drum solo (Burr)
- Transylvania (Harris)
- Guitar solo (Murray)
- Strange World (Harris)
- Innocent Exile (Harris)
- Phantom of the Opera (Harris)
- Iron Maiden (Harris)
- Running Free (Harris)
- Drifter (Harris)
- I've Got the Fire (Montrose)